# 尼斯 (波兰)

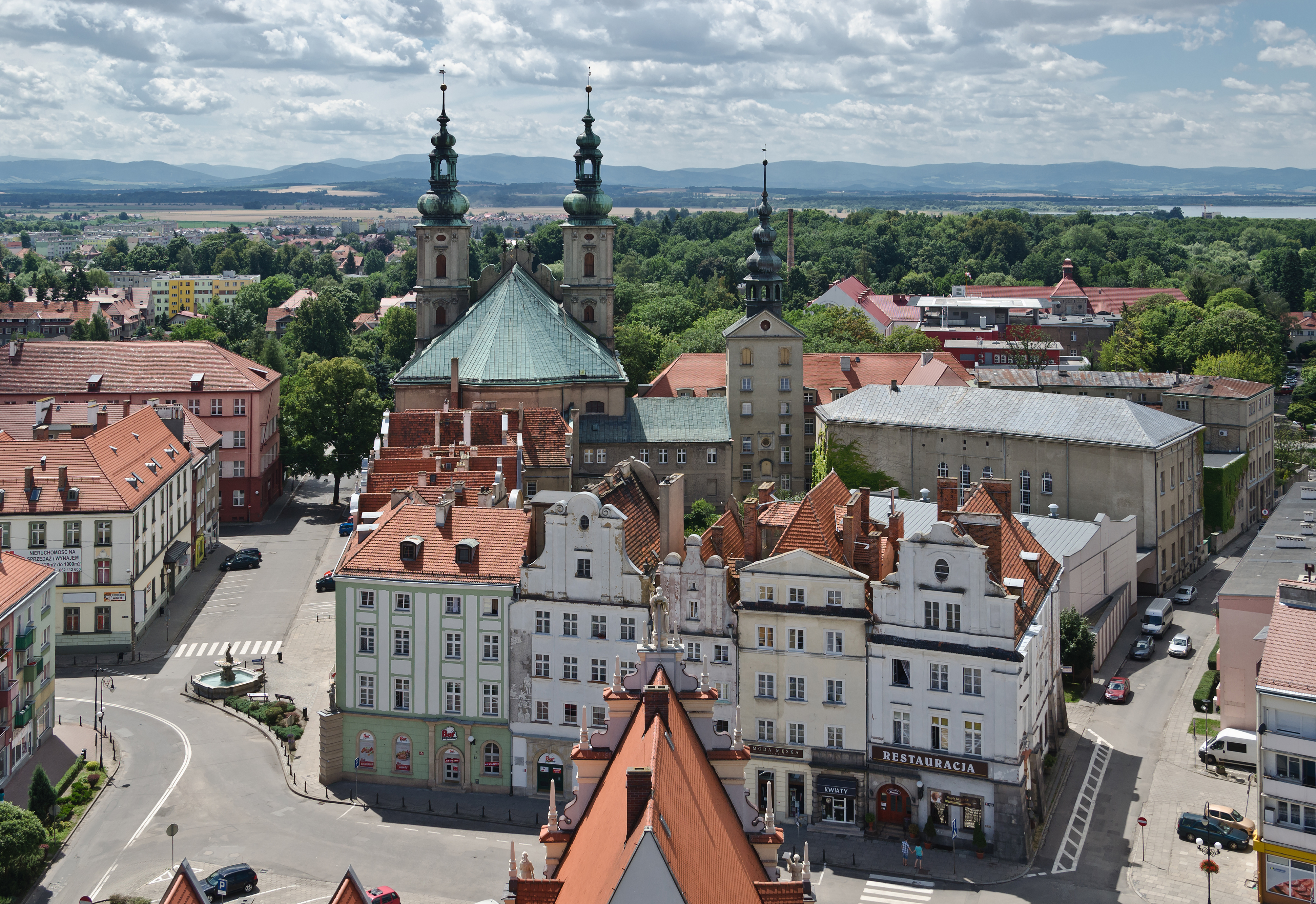
尼斯舊城區

尼斯（[ˈnɨsa]  试听）位于波兰奥波莱省，是尼斯县的县治，2024年人口40,685 。尼斯是西里西亚地區最古老的城市之一，在德意志帝国后期，尼斯成为上西里西亚的独立市，一战之后属于重新划分的德属上西里西亚省，二战之后被割让给波兰，德国人被驱逐，居民是从西乌克兰地区遷徙而來的波兰人。

## 友好城市
- 德国吕丁豪森 1992年
- 捷克順佩爾克 1995年
- 捷克耶塞尼克 1999年
- 乌克兰科洛梅亞 2000年
- 德国萊茵河畔英格爾海姆 2002年
- 法國塔韋尼 2002年
- 俄羅斯波羅的斯克 2002年
- 巴統 2017年
- 匈牙利皇宮堡 2022年